# Sergio Ramírez
Sergio Ramírez Mercado (1942- ) es un escritor, periodista, político y abogado nicaragüense con nacionalidad española, ecuatoriana y colombiana.
Formó parte de la Junta de Gobierno de Reconstrucción Nacional, que se creó tras el triunfo de la Revolución Sandinista el 19 de julio de 1979, formada por cinco miembros: tres del Frente Sandinista de Liberación Nacional (Daniel Ortega, que hacía las funciones de coordinador de la Junta; el propio Ramírez y Moisés Hassan) y dos empresarios (Alfonso Robelo y Violeta Barrios de Chamorrro).
En el gobierno constituido el 10 de enero de 1985, surgido de las elecciones del 4 de noviembre de 1984, ejerció como vicepresidente bajo el mandato de Daniel Ortega hasta el 25 de abril de 1990, día en el que se constituyó el gobierno surgido de las elecciones del 25 de febrero de 1990, que ganó la Unión Nacional Opositora (UNO), liderado por Violeta Barrios de Chamorro.
Tras la derrota electoral del FSLN fungió como suplente de Daniel Ortega, siendo jefe de la bancada sandinista en la Asamblea Nacional, hasta 1995. En las elecciones de 1996 fue candidato presidencial por el Movimiento Renovador Sandinista, escisión del FSLN, La relación de Sergio Ramírez con la línea oficial de FSLN se fue deteriorando y, tras la protestas de la primavera de 2018 contra el ejecutivo sandinista, se dio, en septiembre de 2021 una orden de detención contra él, que en aquel momento viajaba a España, donde se quedó como exiliado. En febrero de 2023 el Tribunal de Apelaciones de la Circunscripción Managua, en violación flagrante a la Constitución vigente, sentenció la retirada de la nacionalidad nicaragüense a Ramírez y a otras 93 personas más por sus actividades en contra del gobierno del FSLN presidido por Daniel Ortega.
Sergio Ramírez reemprendió su actividad literaria, tras ganar el Premio Alfaguara en 1998. Es presidente fundador del encuentro literario Centroamérica cuenta, que se realiza en Nicaragua desde 2012, el cual ha reunido a más de quinientos narradores y periodistas en sus cinco ediciones y de la revista Carátula, referencia literaria en Hispanoamérica.
En 2017 se convirtió en el primer centroamericano en ganar el Premio Cervantes. En 2021 el Círculo de Bellas Artes de Madrid le otorgó su Medalla de Oro.

## Biografía
Sergio Ramírez nació el 5 de agosto de 1942 en la localidad de Masatepe, perteneciente al departamento de Masaya de Nicaragua. Fue el segundo de cinco hijos del matrimonio de Pedro Ramírez Gutiérrez y de la profesora de secundaria Luisa Mercado Gutiérrez. A los dieciocho años fundó la revista experimental Ventana junto con Fernando Gordillo –escritor nicaragüense muerto en 1967 a los veintiséis años–, con quien dirigió el movimiento literario Frente Ventana. En 1963 publicó su primer libro –Cuentos, Editorial Nicaragüense, Managua– y al año siguiente se graduó en Leyes por la Universidad Nacional Autónoma de León con medalla de oro.[cita requerida]
Se casó en 1964 con la socióloga Gertrudis Guerrero Mayorga. Ese año viajaron a Costa Rica, donde vivieron catorce años, con un paréntesis de 1973 a 1975, en el que Ramírez se trasladó a Berlín con una beca otorgada por el Servicio de Intercambio Académico Alemán (DAAD) y escribió la novela ¿Te dio miedo la sangre? En Costa Rica dirigió la revista Repertorio y asumió la secretaría general del Consejo Superior Universitario Centroamericano (CSUCA) –en aquel periodo con sede en ese país– en dos oportunidades: 1968 y 1976. En 1978 fundó en San José la Editorial Universitaria Centroamericana (EDUCA). En diciembre de 2018 obtuvo la nacionalidad española por carta de naturaleza.

## Político

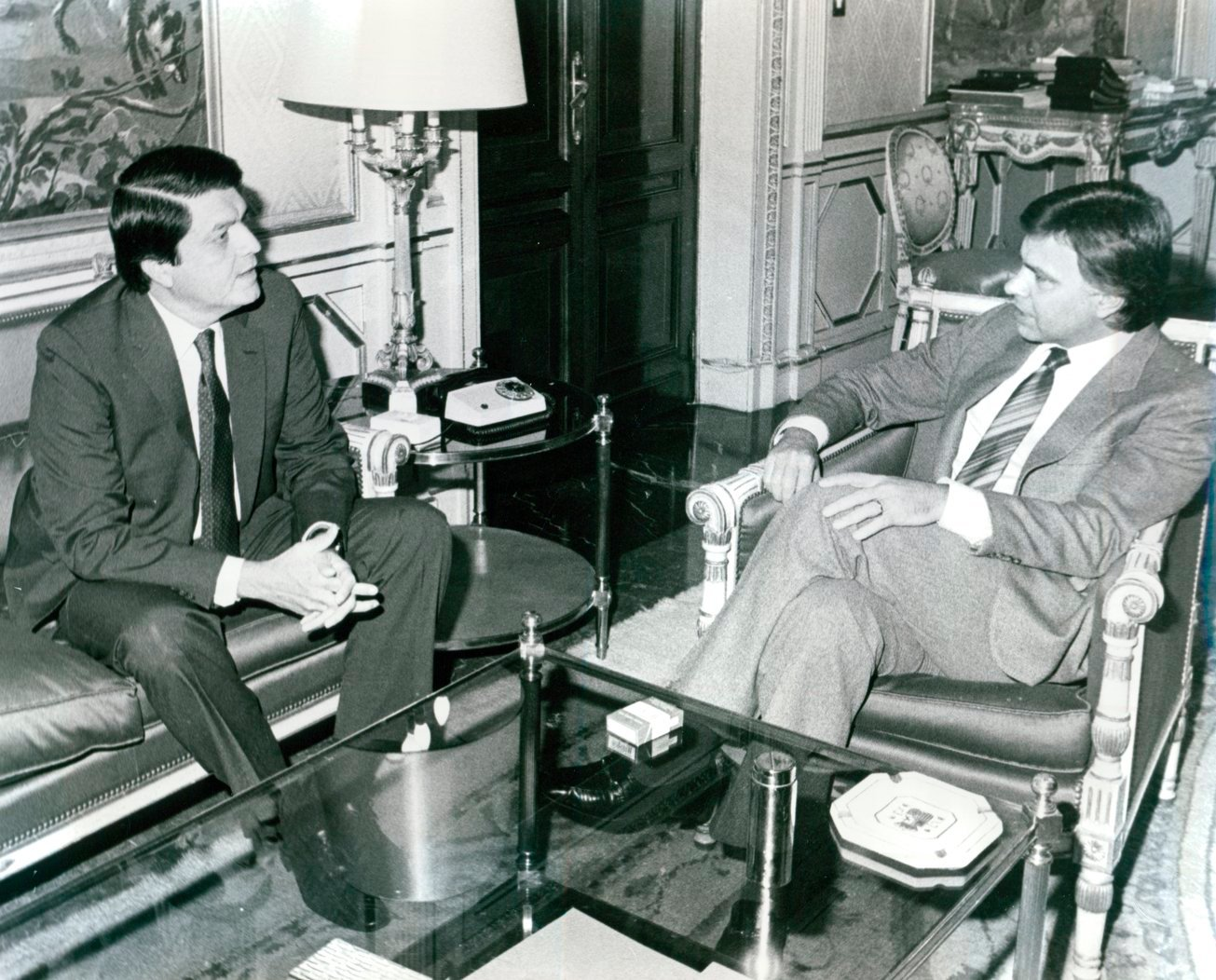
Junto con Felipe González en La Moncloa (abril de 1988).

Se integró en la oposición contra la dictadura de Anastasio Somoza Debayle y en 1977 encabezó el Grupo de los Doce, formado por intelectuales, empresarios, sacerdotes y dirigentes civiles que apoyaron al Frente Sandinista de Liberación Nacional (FSLN). Ese año la Fiscalía lo acusó por supuestos delitos.
Antes y después del triunfo de la Revolución Nicaragüense el 19 de julio de 1979, formó parte de la Junta de Gobierno de Reconstrucción Nacional, presidió el Consejo Nacional de Educación y fundó en 1981 la Editorial Nueva Nicaragua (ENN).
En 1984 fue elegido como vicepresidente de Nicaragua, como compañero de Daniel Ortega, cargo que ocupó hasta 1990 cuando el FSLN perdió las elecciones ante la Unión Nacional Opositora (UNO), por un estrecho margen.

Creo que no hay ningún otro ejemplo en la historia contemporánea, y lo digo sin alardes, de un movimiento revolucionario que tras conquistar el poder por la fuerza de las armas lo entregue como consecuencia de un proceso electoral libre y justo.

A partir de 1990, Ramírez encabezó la bancada sandinista en la Asamblea Nacional de Nicaragua, como suplente de Daniel Ortega y en 1991 fue elegido miembro de la Dirección Nacional del FSLN. Como jefe de la bancada sandinista, Ramírez promovió la tendencia «renovadora» e impulsó la reforma a 65 artículos de la Constitución Política de 1987, justificando la necesidad de democratizar la carta magna.
La iniciativa renovadora impulsada por Ramírez no contó con el respaldo del Poder Ejecutivo, tampoco con el de los miembros del Congreso Sandinista y la Dirección Nacional del FSLN, quienes finalmente apoyaron el liderazgo de Daniel Ortega y vieron en estas acciones una traición. La tendencia renovadora, que era mayoría en la bancada sandinista, y su oposición hacia el liderazgo del FSLN; dio inicio a una crisis política en el seno del partido.
En noviembre de 1994, Ramírez fue destituido como suplente de Ortega, sin embargo la bancada sandinista votó por Dora María Téllez, quien era partidaria de las reformas de Ramírez; hecho que agudizó la división entre los renovadores y los ortodoxos dentro del FSLN. La Presidenta Violeta Barrios de Chamorro calificó el proyecto de reformas constitucionales de Ramírez; como una ruptura en el equilibrio de los poderes del Estado.
Las reformas a la constitución finalmente se aprobaron en 1995, ese mismo año Ramírez fundó el partido Movimiento Renovador Sandinista (MRS), escisión del FSLN, y se presentó como candidato presidencial en las elecciones generales de 1996. El MRS quedó oficialmente en la sexta posición, al obtener el 0.44% de los resultados, con 7.665 votos a nivel nacional, ganando una alcaldía en el departamento de Carazo y un asiento en la Asamblea Nacional. Dora María Téllez, disidente sandinista y también fundadora del MRS valoró la votación como una victoria política, afirmó que el nuevo partido obtuvo un poco más de quince mil votos, pese a que, en algunos casos, las boletas desaparecieron y los votos no fueron sumados.
Tras estos comicios, Ramírez decidió retirarse de la primera línea, pero continuó marcando posición en la política de Nicaragua, siendo muy crítico con Daniel Ortega. En 1999 publicó sus memorias en Adiós muchachos, relato de su trayectoria partidaria, del entusiasmo de la revolución, de las contradicciones del FSLN en el poder y de su desafección del sandinismo. La tensión entre Ramírez y Ortega quedó bien reflejada en 2008, cuando durante el segundo mandato presidencial, el Instituto Nicaragüense de Cultura (INC) vetó al escritor como prologuista de la antología de Carlos Martínez Rivas (ver Controversias).
El 8 de septiembre de 2021 fue acusado por supuestos delitos de incitación al odio y lavado de dinero. por lo que el 9 de septiembre de 2021 el gobierno de Nicaragua presidido por Daniel Ortega firma una orden de detención contra él, que en ese momento estaba a punto de partir hacia España para iniciar una gira europea organizada por el Instituto Cervantes y la promoción de su novela Tongolele no sabía bailar. Una vez ya en España sufrió una recaída de una lesión cardiaca de la que había sido tratado anteriormente en EE. UU. y quedó convaleciente en el país, en el cual se declaró como exiliado.
En febrero de 2023 el Tribunal de Apelaciones de la Circunscripción Managua sentencia que Ramírez, junto con otras 93 personas entre las que se encuentran Gioconda Belli y Luis Carrión, son calificados de "traidores a la patria" y se les deshabilita para cualquier gestión o cargo público, ordenando la pérdida de la nacionalidad nicaragüense, por la oposición que han mantenido en contra de Daniel Ortega y el Frente Sandinista de Liberación Nacional.
El régimen de Ortega y Murillo en julio de 2023 confiscó la casa de Sergio Ramírez en Nicaragua en donde se encontraba la sede de la Fundación Luisa Mercado fundada en 2007 en memoria de su madre.

## Escritor y periodista

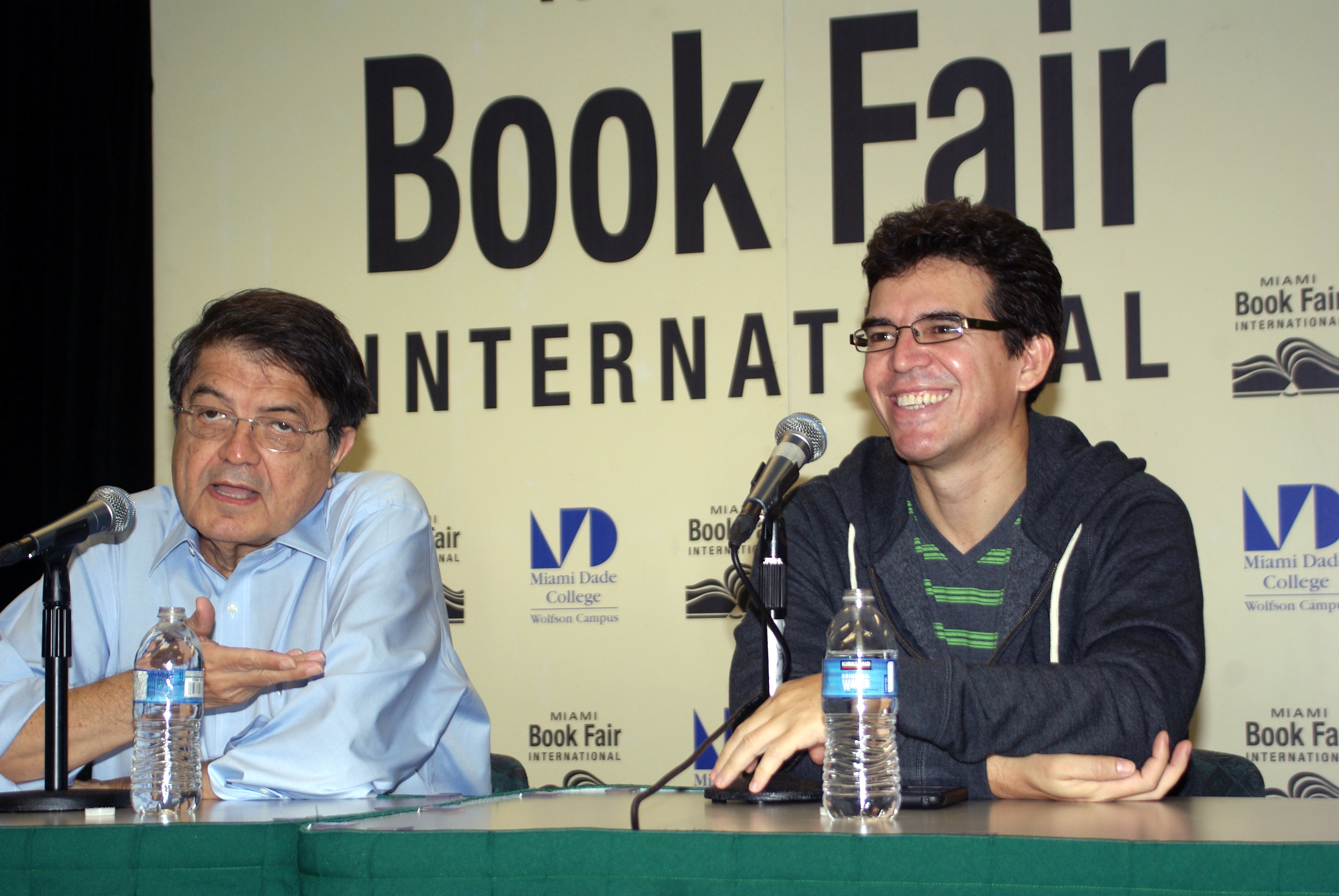
Ramírez con Edmundo Paz Soldán en la Feria Internacional del Libro de Miami, noviembre de 2011

Ramírez comenzó su carrera literaria como cuentista: su primer relato, El estudiante, lo publicó en 1960 en la revista Ventana, de León. Su primer libro, aparecido tres años más tarde, fue una recopilación de relatos, pero el siguiente, publicado en 1970, era ya una novela. A partir de entonces, ha ido alternando estos géneros con el ensayo y el periodismo. Su consagración internacional llegó en 1998, cuando ganó el Premio Alfaguara, con su novela Margarita, está linda la mar, que se basa en sucesos reales de la historia nicaragüense y es un ejemplo del movimiento de la Nueva Novela Histórica en Latinoamérica.
La relación entre la historia y la ficción es una constante principal en la obra novelística de Ramírez, que ha experimentado cambios significativos en su estilo de narrativa.

Mi oficio de escritor me permite una libertad que no tiene el historiador. Él tiene que sustentar lo que afirma. En cambio para mí la única responsabilidad es darle al lector una novela que haga que el lector crea que todo es verdad.

Ramírez –que en 1990 fundó La Quincena, publicación que saldría en Managua a lo largo de diez años– es columnista de varios periódicos alrededor del mundo, entre ellos, El País, de Madrid; La Jornada, de México; El Nacional, de Caracas; El Tiempo, de Bogotá y La Opinión, de Los Ángeles; La Prensa y la revista Magazine en Nicaragua. Dirige además la revista electrónica cultural centroamericana Carátula.
Ha sido profesor en la Universidad de Maryland de 1999 a 2000 y en 2001.
En 2011 publicó La fugitiva, basada en la vida de la escritora costarricense Yolanda Oreamuno (Amanda Solano en la novela), que nos es presentada a través de los recuerdos de tres amigas, personajes inspirados en mujeres reales; así, el último relato es el de una cantante, Manuela Torres, que correspondería a Chavela Vargas; Gloria Tinoco y Marina Carmona tienen como prototipos respectivamente a Vera Tinoco Rodríguez, casada con un hijo del presidente de Costa Rica Rafael Yglesias Castro, y a la pedagoga y escritora Lilia Ramos Valverde (1903-1985).
Desde 2013 preside el encuentro anual de literatura «Centroamérica cuenta», celebrado en Nicaragua y considerado el más importante festival literario de la región.
El 11 de noviembre de 2014 recibe el Premio Carlos Fuentes a la creación literaria en la lengua española por su obra  al considerar que la misma  conjuga "una literatura comprometida con una alta calidad literaria" describiéndole  como  “intelectual libre y crítico, de alta vocación cívica". Ese año  es nombrado  vocal del patronato del Instituto Cervantes, en representación de las letras y la cultura latinoamericanas.
En 2017 se le otorga el Premio Cervantes, convirtiéndose en el primer centroamericano en ganarlo. El 20 de abril de 2018 el escritor deposita en la Caja de las Letras del Instituto Cervantes un legado que permanecerá guardado hasta el 5 de agosto de 2022. En 2021 recibe la Medalla de Oro del Círculo de Bellas Artes de Madrid.

## Controversias

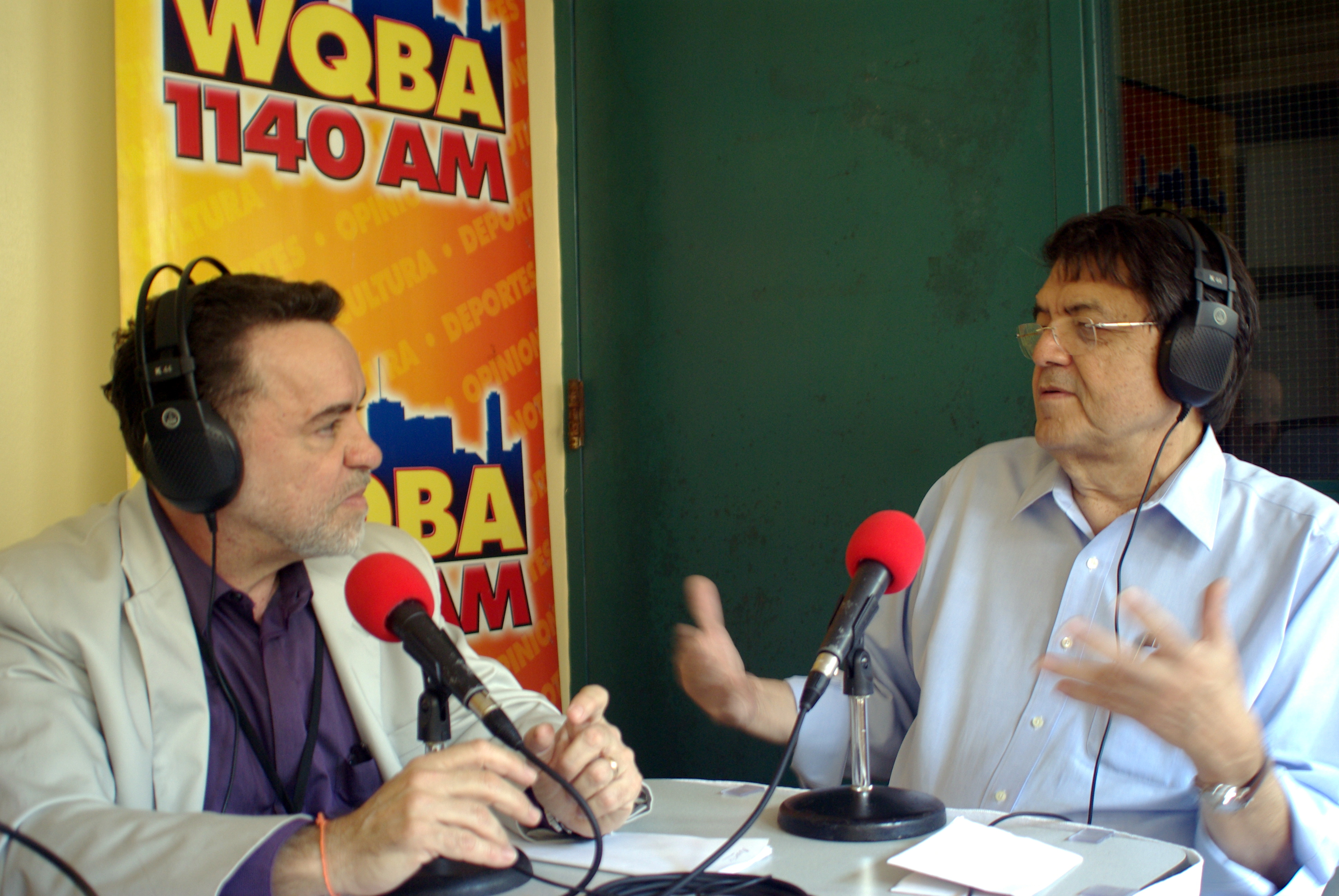
Entrevistado en Miami por el periodista cubano Alejandro Ríos, 2011

A finales de 2008 durante el segundo mandato de Daniel Ortega, el Instituto Nicaragüense de Cultura (INC) vetó a Ramírez como prologuista de la antología de Carlos Martínez Rivas que el diario El País tenía previsto publicar en su colección dedicada a los grandes poetas en lengua española del siglo XX. Como respuesta, el diario español decidió retirar la antología.
El veto provocó la solidaridad de escritores e intelectuales latinoamericanos que firmaron un manifiesto de «protesta ante un acto de censura oficial». «Ningún gobierno puede arrogarse la potestad de vetar o prohibir la palabra de un escritor, y un acto semejante no puede calificarse sino de totalitario», sostuvo el texto, suscrito, entre otros, por Gabriel García Márquez, Carlos Fuentes, Tomás Eloy Martínez y Ángeles Mastretta.

## Publicaciones

### Relatos
- Cuentos (1963), Editorial Nicaragüense, Managua
- De tropeles y tropelías (1971)
- Charles Atlas también muere (1977), Editorial Joaquín Mortiz, México
- Clave de sol (1992)
- Cuentos completos (1997), Alfaguara México
- Catalina y Catalina (2001), Alfaguara México. Contiene 11 cuentos:
  - La herencia del bohemio, El pibe Cabriola, La partida de caza, Aparición en la fábrica de ladrillos, Perdón y olvido, Gran Hotel, Un bosque oscuro, Ya todo está en calma, La viuda Carlota, Vallejo y Catalina y Catalina
- El reino animal (2006), Alfaguara
- Ómnibus, antología personal (2008), Editorial Universidad de Puerto Rico, San Juan
- Juego perfecto (2008), Editorial Piedra Santa / Amanuense Editorial, Guatemala; 11 cuentos
- Perdón y olvido, antología de cuentos: 1960-2009 (2009), Leteo Ediciones, Managua
- La jirafa embarazada (2013), cuento infantil, Fundación Libros para Niños
- Flores oscuras (2013), Alfaguara. Contiene 12 relatos:
  - Adán y Eva, La puerta falsa, La cueva del trono de la calavera, Ya no estás más a mi lado corazón, Las alas de la gloria, La colina 155, No me vayan a haber dejado solo, Ángela, el petimetre y el diablo, El mudo de Truro, Iowa, El autobús amarillo, Abbott y Costello y Flores oscuras
- «A la mesa con Rubén Darío» (2016), Trilce México
- Ese día cayó en domingo (2022), Alfaguara. Contiene 10 relatos.

### Novelas
- Tiempo de fulgor (1975), Editorial Universitaria de Guatemala
- ¿Te dio miedo la sangre? (1977), Monte Ávila Editores (reeditado en 1998 por la Editorial Anama, Managua)
- Heiliger Bimbam (1984), en: Erkundungen. 50 Erzähler aus Mittelamerika, Berlín Este
- Castigo divino (1988), Mondadori, Madrid
- Un baile de máscaras (1995), Alfaguara México
- Margarita, está linda la mar (1998), Alfaguara
- Sombras nada más (2002), Alfaguara México
- Mil y una muertes (2004), Alfaguara México
- El cielo llora por mí (2008), novela policiaca, Alfaguara
- La fugitiva (2011), Alfaguara
- Sara (2015), Alfaguara[40]
- Ya nadie llora por mí (2017), novela negra, Alfaguara
- Tongolele no sabía bailar (2021)[41]
- El caballo dorado (2024). Alfaguara.[42]

### Ensayos y testimonios
- Mis días con el rector, Ediciones Ventana, León, Nicaragua, 1965; artículos publicados en el diario La Noticia a raíz del fallecimiento del rector de la Universidad Nacional Autónoma de Nicaragua, Mariano Fiallos Gil
- Hombre del Caribe, Editorial EDUCA, Costa Rica, 1977 (biografía de Abelardo Cuadra)
- El muchacho de Niquinohomo, ensayo biográfico sobre Sandino, Unidad Editorial «Juan de Dios Muñoz», Departamento de Propaganda y Educación Política del FSLN, 1981 (reeditado en 1988 por la editorial Vanguardia, Managua)
- Pensamiento vivo de Sandino, 2 tomos, Editorial Nueva Nicaragua, Managua, 1981
- Balcanes y volcanes, Editorial Nueva América, Buenos Aires, 1983
- El alba de oro. La historia viva de Nicaragua, Editorial Siglo XXI, México, 1983
- Estás en Nicaragua, Munhnik Editores, Barcelona, 1985
- Las armas del futuro, Editorial Nueva Nicaragua, Managua, 1987
- La marca del Zorro, Editorial Nueva Nicaragua, Managua, 1989; 17 horas de conversación con el comandante guerrillero Francisco Rivera Quintero en septiembre de 1988
- Confesión de amor, con prólogo de Ernesto Cardenal; Ediciones Nicarao, Managua, 1991
- Oficios compartidos, Editorial Siglo XXI, México, 1994
- Biografía Mariano Fiallos, Editorial Universitaria, León, Nicaragua, 1997
- Adiós muchachos, Alfaguara 1999; una memoria de la Revolución Sandinista
- Mentiras verdaderas, Alfaguara México, 2001
- El viejo arte de mentir, Fondo de Cultura Económica, México, 2004
- El señor de los tristes, ensayos literarios, Editorial de la Universidad de Puerto Rico, San Juan, 2006
- Tambor olvidado, Aguilar, San José, Costa Rica, 2007
- Cuando todos hablamos, Alfaguara, 2008; contiene más de 200 artículos publicados en su blog en el portal literario El Boomeran(g)
- Lo que sabe el paladar. Diccionario de los alimentos de Nicaragua, compendio en comidas y recetas, 2014
- Juan de Juanes, crónicas/ensayos, Alfaguara México, 2014

## Filmografía
- Castigo divino, miniserie de televisión (RTI), dirigida por Jorge Alí Triana con guion de Carlos José Reyes, basada en la novela homónima. 1991
- Cortázar: apuntes para un documental, dir. Eduardo Montes Bradley. Argentina, 2001 (participación testimonial)

## Premios y reconocimientos
Fue distinguido con el Premio de Narrativa José María Arguedas, otorgado por Casa de las Américas; el acta del comité de selección explicó su decisión con estas palabras:

Por el magistral modo en que vincula la historia y la ficción, la política y la poesía, las figuras de Rubén Darío y Rigoberto López Pérez, y el contrapunto que establece entre ellos y el tirano y sus sicarios; por la paradójica y lograda ambición de construir un fresco de varias décadas de historia nicaragüense y, al mismo tiempo, el relato cotidiano de seres a la vez ordinarios y extraordinarios; por haber logrado encontrar un espacio entre las obras clásicas de la narrativa latinoamericana contemporánea, se otorga el Premio José María Arguedas a la novela: Margarita, está linda la mar, de Sergio Ramírez, de Nicaragua. Dado en La Habana, a los 20 días del mes de enero del año 2000.

El 11 de noviembre de 2014 fue galardonado con el Premio Carlos Fuentes que otorga el Gobierno de México, por medio del Consejo Nacional para la Cultura y las Artes, y la Universidad Nacional Autónoma de México (UNAM), la Academia Mexicana de la Lengua, El Colegio de México y El Colegio Nacional. Su candidatura fue propuesta por la Fundación Gabriel García Márquez para el Nuevo Periodismo Iberoamericano (FPNI) y sometida al escrutinio de un jurado exigente, y con nombres de peso en las letras iberoamericanas: Juan Goytisolo, Mario Vargas Llosa, Soledad Puértolas, Margo Glantz y Gonzalo Celorio, quienes decidieron otorgarle el galardón, por considerar que su obra conjuga «una literatura comprometida con una alta calidad literaria». En el acta de premiación, el jurado lo destacó «como intelectual libre y crítico, de alta vocación cívica». Este premio entrega 250 mil dólares.
- Premio Latinoamericano de Cuento 1971 de la revista Imagen, Caracas, por De tropeles y tropelías
- Premio Hammett de Novela 1990 por Castigo divino
- Orden Carlos Fonseca, máxima condecoración del FSLN (1990)
- Caballero de las Artes y de las Letras (Francia, 1993)
- Premio Alfaguara de Novela 1998, por Margarita, está linda la mar
- Premio Laure Bataillon 1998 a la Mejor Novela Extranjera publicada en Francia por Un baile de máscaras (Le bal des masques, Éditions Rivages, 1997)
- Premio de Narrativa José María Arguedas por Margarita, está linda la mar[44]
- Medalla de Honor Presidencial Centenario de Pablo Neruda (Chile, 2004)
- Hijo Dilecto de Masatepe, acordado por el Concejo Municipal (Nicaragua, 2005)
- Premio José Donoso (Chile, 2011)
- Orden de las Artes y de las Letras en grado de Oficial (Francia, 2013)
- Premio Internacional «Carlos Fuentes» a la Creación Literaria en Idioma Español otorgado el Gobierno de México, por medio del Consejo Nacional para la Cultura y las Artes (México, 2014)
- Doctorado honoris causa, Universidad de Chile (2017)
- Premio Cervantes (España, 2017), el más importante de la literatura en lengua española.
- VII Premio Internacional Humanismo Solidario "Erasmo de Rotterdan" (España, 2022), otorgado por la Asociación Internacional Humanismo Solidario.[45][46]
- Premio Internacional Pedro Henríquez Ureña, otorgado por Ministerio de Cultura de la República Dominicana (2023), compartido con Gioconda Belli.[47]